# Општина Клежани
Општина Клежани (рум. Comuna Clejani) је општина у жупанији Ђурђу у јужној Румунији. Седиште општине је насеље Клежани. Према попису из 2021. године имала је 3.503 становника.

## Географија
Општина Клежани се налази на југу Румуније у жупанији Ђурђу. Простире се на површини од 45,25 . Границе општине су следеће:
- На северу и северозападу — општина Букшани
- На југозападу — варош Виделе и општина Мерени (обе у жупанији Телеорман)
- На југу — општина Летка Ноуа
- На југоистоку — општина Булбуката
- На североистоку — општина Бутуруђени

## Становништво
| 1992. | 2002. | 2011. | 2021. |
| ----- | ----- | ----- | ----- |
| 3.470 | 3.448 | 3.809 | 3.503 |

Према попису из 2021. у општини Клежани је живело 3.503 становника што је за 306 мање (-8,03%) у односу на попис из 2011. на ком је било 3.809 становника.
На попису из 2021. већину становништва су чинили Румуни (77,65%), а од мањина је највише било Рома (12,79%).
| Етнички састав према попису из 2021.‍ | Етнички састав према попису из 2021.‍ | Етнички састав према попису из 2021.‍ | Етнички састав према попису из 2021.‍ | Етнички састав према попису из 2021.‍ |
| ------------------------------------ | ------------------------------------ | ------------------------------------ | ------------------------------------ | ------------------------------------ |
|                                      |                                      |                                      |                                      |                                      |
| Румуни                               | Румуни                               |                                      | 2.720                                | 77,65%                               |
| Роми                                 | Роми                                 |                                      | 448                                  | 12,79%                               |
| Остали и непознато                   | Остали и непознато                   |                                      | 335                                  | 9,56%                                |

### Насеља
Општина се састоји из четири насеља: Клежани, Њажлову, Поду Доамнеј и Стереа. Седиште општине и највеће насеље је Клежани.
| Насеље          | Румунски назив | Становништво | Становништво |
| Насеље          | Румунски назив | 2011.        | 2021.        |
| --------------- | -------------- | ------------ | ------------ |
| Клежани         |                | 2.032        | 1.809        |
| Њажлову         |                | 718          | 733          |
| Поду Доамнеј    |                | 681          | 598          |
| Стереа          |                | 378          | 363          |
| Општина Клежани |                | 3.809        | 3.503        |